# Jean Leperdit
Jean Leperdit, né le 5 mai 1752 à Noyal-Pontivy et mort le 3 août 1823 à Rennes, est maître-tailleur (doyen des tailleurs) et maire de Rennes de février 1794 à octobre 1795.

## Biographie
Né à Noyal-Pontivy (Morbihan) en 1752, il s’installe à Rennes dans les années 1780 comme revendeur, puis comme maître-tailleur dans la maison à l’angle de la place Sainte-Anne et de la rue des Changes (actuelle rue d’Échange).
En 1792, il est l’un des 32 notables élus pour administrer la commune à côté des officiers municipaux et à partir de 1793, il est aussi membre du comité de surveillance, chargé de dresser la liste des suspects et de délivrer les mandats d’arrêt.
La municipalité de Duplessix est girondine et le représentant en mission Jean-Baptiste Carrier vient en septembre 93 la "régénérer" : parmi les personnalités qu’il retient figure Leperdit. Celui-ci est resté célèbre pour s’être opposé à Carrier en déchirant notamment une liste de condamnés à la guillotine. Même si cet épisode est peu vraisemblable, il est certain que nommé maire quelques mois plus tard (en février 1794), Leperdit a un rôle modérateur même si, révolutionnaire convaincu, il oblige les religieuses à prêter serment sous peine d’incarcération. Il refuse des certificats de civisme à certains fédérés. Mais il se soucie du sort des prisonniers et s’emploie à adoucir les effets de la Terreur à Rennes. Après Thermidor, Jean-François Boursault-Malherbe, venu organiser l’après-Terreur, le conforte dans son fauteuil de maire, sous les applaudissements des Rennais assemblés.
Leperdit poursuit donc son administration, dans un paysage politique apaisé. Il laisse son fauteuil de maire en octobre 1795, mais siège jusqu’à sa mort dans presque tous les conseils municipaux, sous les divers régimes qui se succéderont.
Il meurt en 1823, refusant les sacrements de l’Église. Sa légende ne va pas tarder à naître. Pendant tout le XIXe siècle, il incarnera la République juste et modérée. Sa statue s’élève, après bien des péripéties, place du Champ-Jacquet.
Sa tombe, une colonne de granit surmontée d’une urne, se trouve au cimetière du Nord de Rennes.
Sa légende est tirée des récits romancés d'Émile Souvestre, repris par Guillaume Lejean puis Jules Michelet

## Hommages
Une statue en bronze sculptée par Emmanuel Dolivet le représente déchirant la liste de Jean-Baptiste Carrier des vingt-trois citoyens à exécuter. Fondue sous le régime de Vichy, dans le cadre de la mobilisation des métaux non ferreux, elle a été coulée de nouveau en 1991 et installée place du Champ-Jacquet en 1994.
Thérèse de Champ Renaud (devenue Thérèse Moreau de Tours) le peint face à une foule en colère en 1887 sur un tableau intitulé Le Maire de Rennes. Le tableau a été acheté en janvier 2012 par Rennes Métropole pour le Musée de Bretagne.
Un tableau (ci-contre à droite) de Jules Jan se trouve dans le petit salon de la mairie de Rennes.

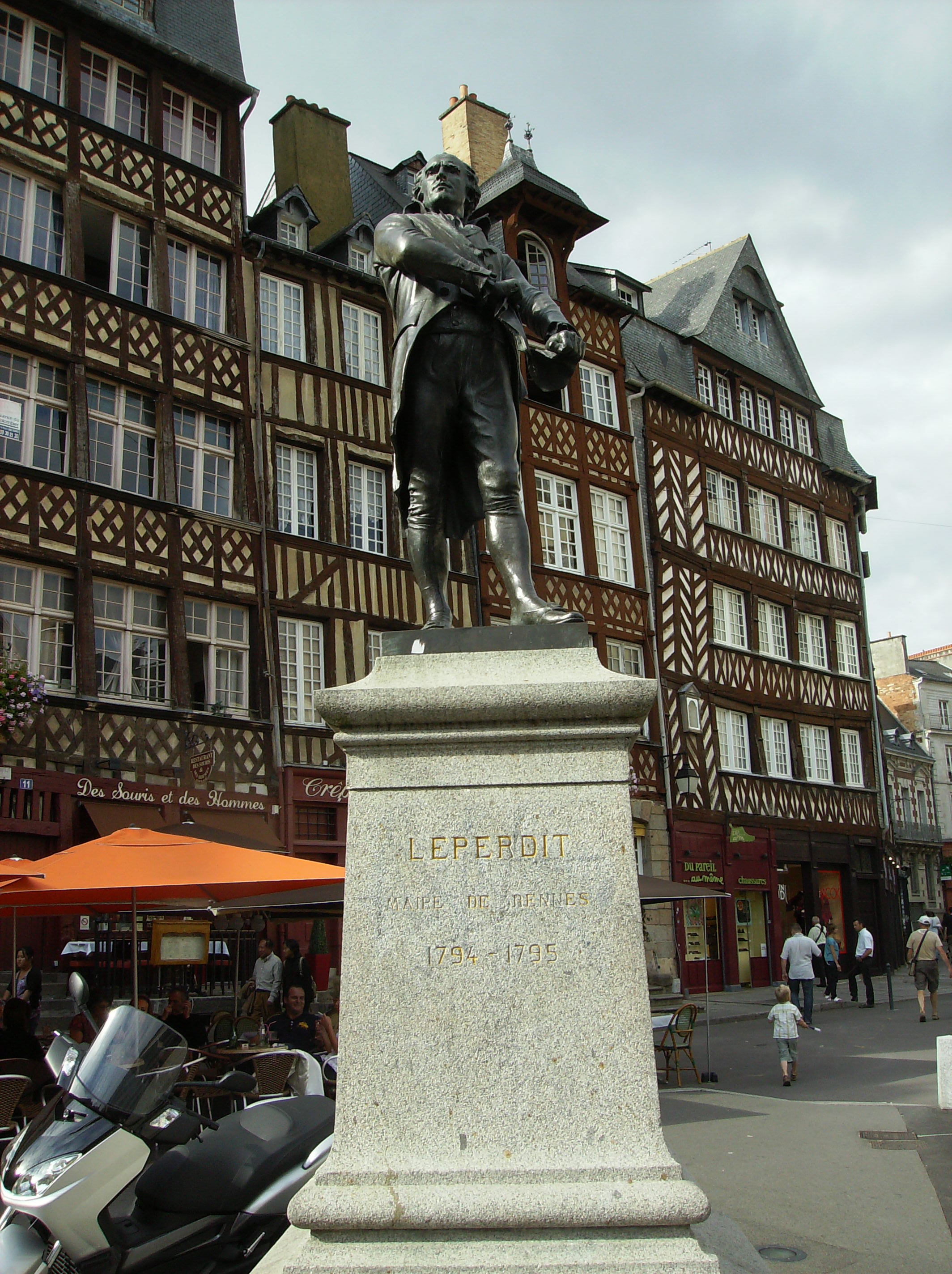
Statue de la place du Champ Jacquet
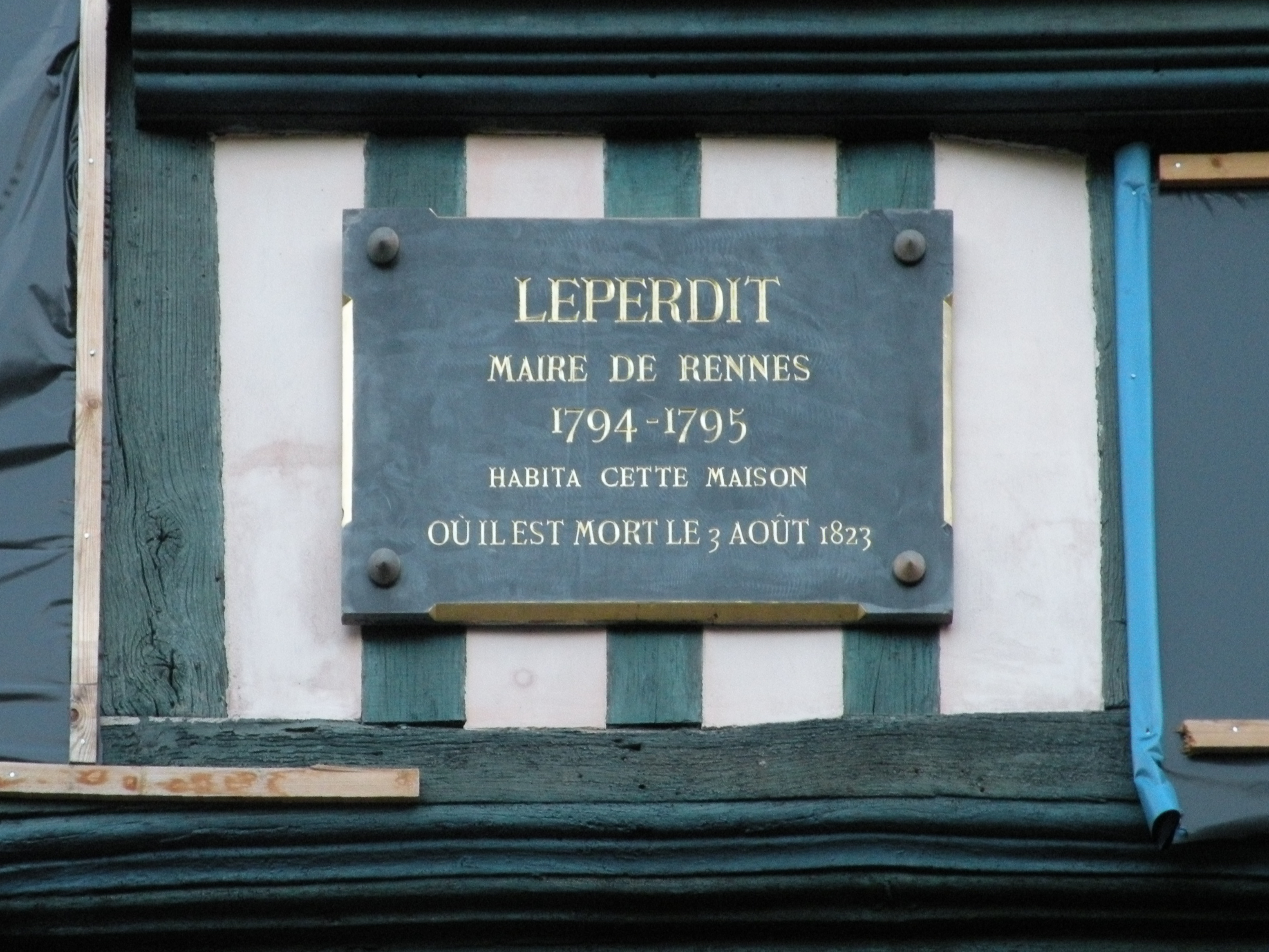
Plaque commémorative sur son hôtel particulier, 19 place Sainte-Anne
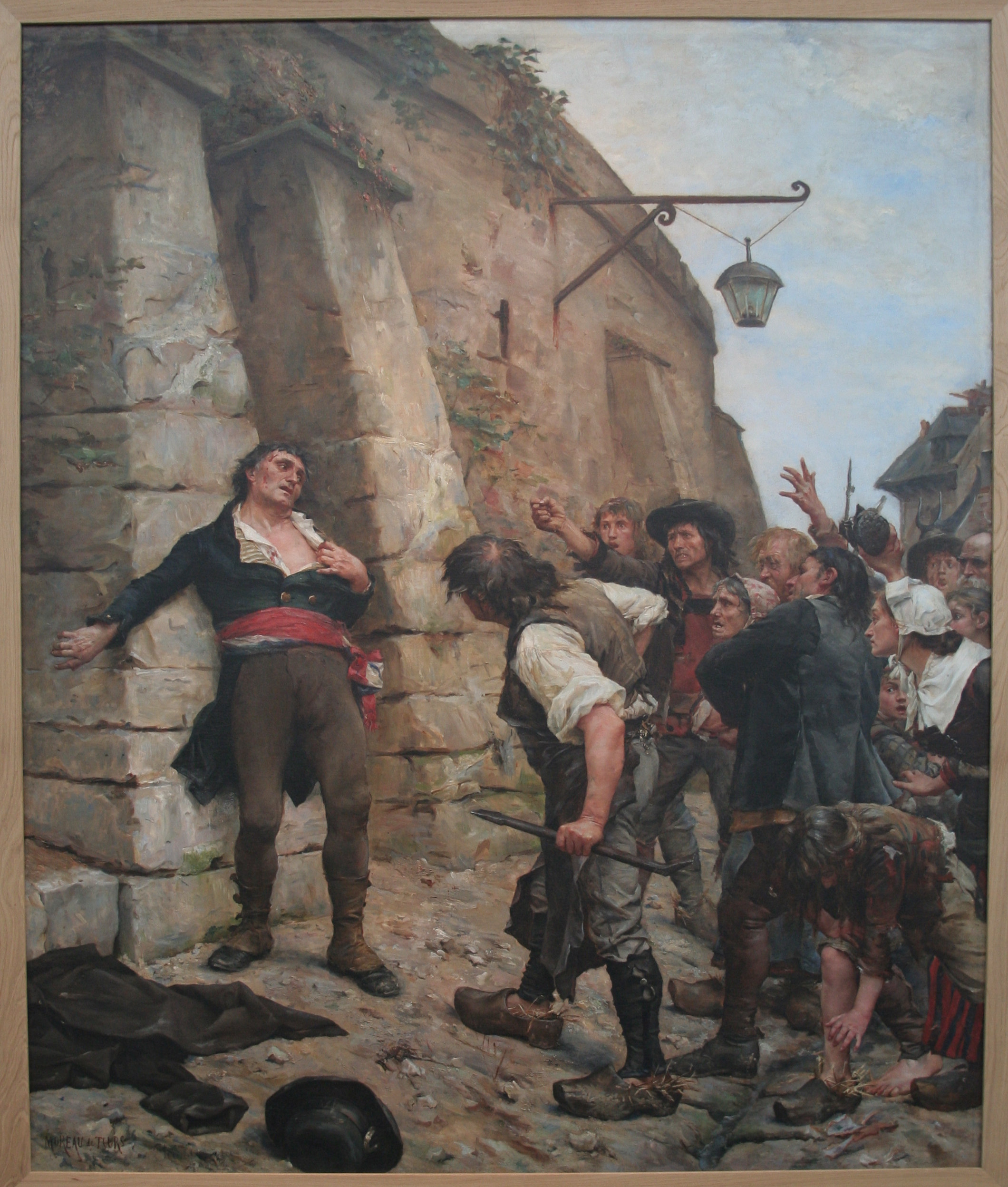
Tableau par Thérèse Moreau de Tours
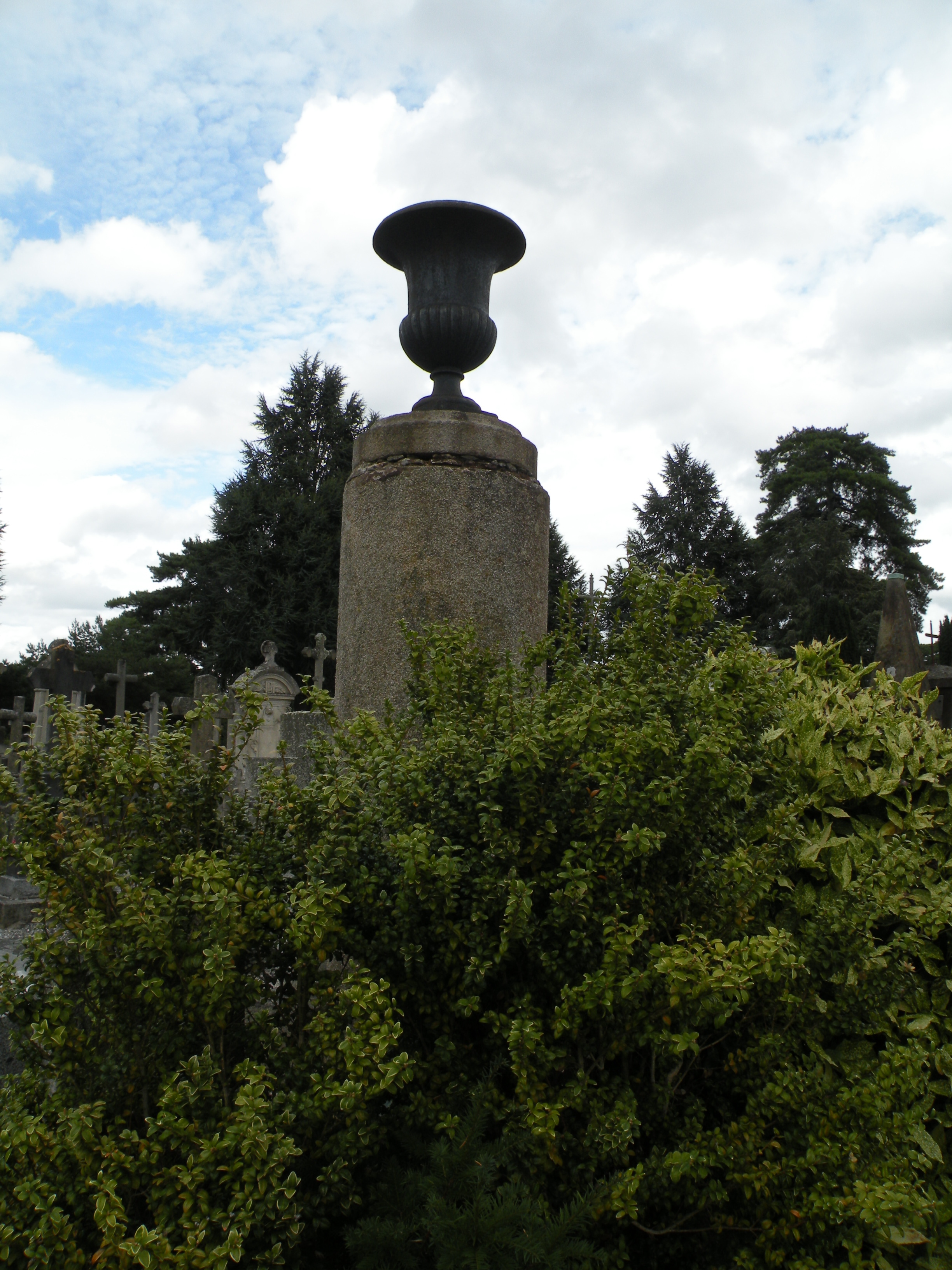
Tombe de Jean Leperdit dans le cimetière du Nord
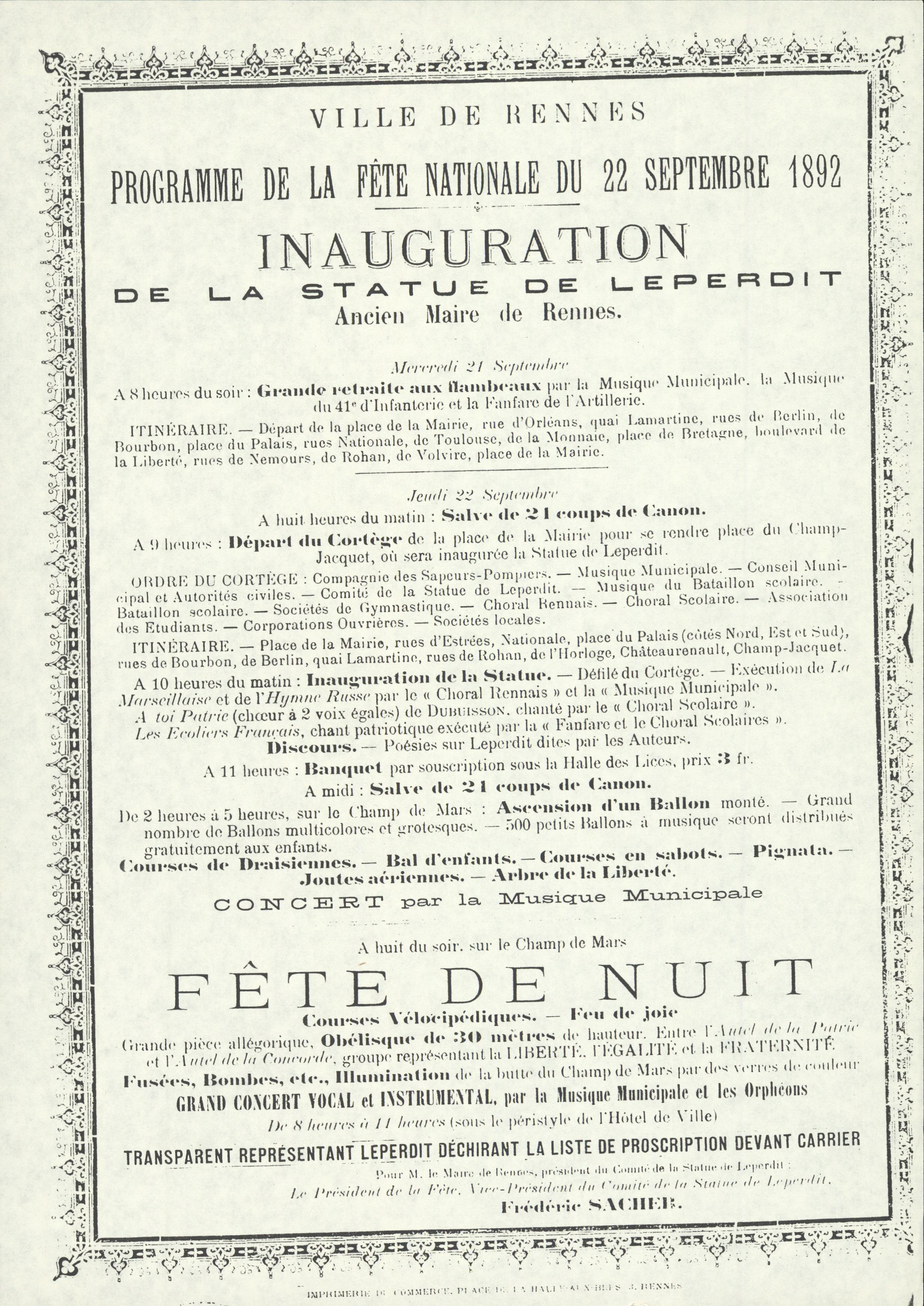
Inauguration de la statue de Leperdit. Archives de Rennes, 9 Fi 14.
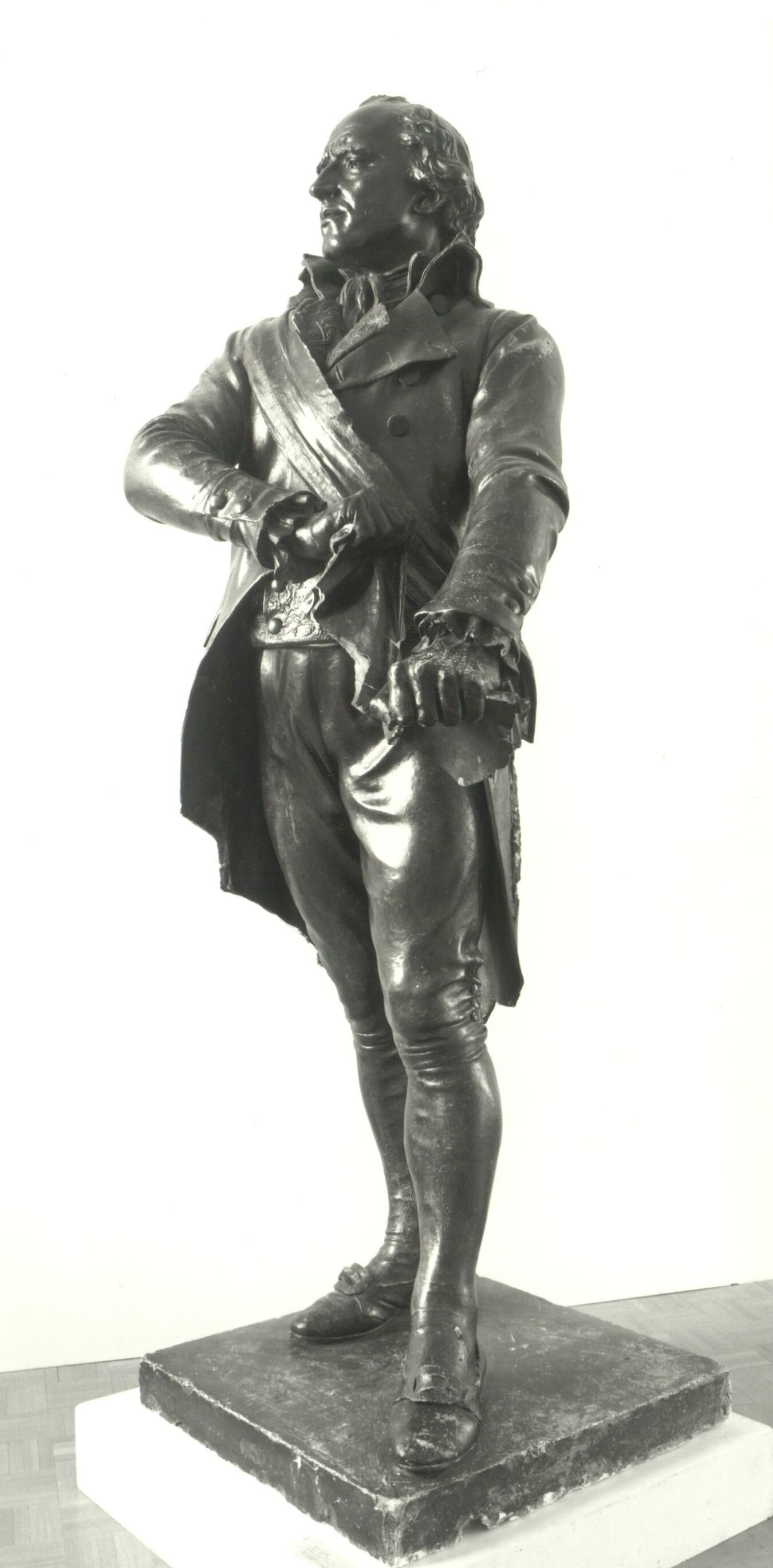
Reproduction en plâtre d'Emmanuel Dolivet, propriété du Musée des Beaux Arts de Rennes et visible aux Archives Municipales.

Depuis 1830, une rue de Rennes partant de la place du Champ-Jacquet porte son nom. Une rue de Pontivy porte également son nom.